# Вашингтонски консензус
Вашингтонски консензус назив је за десет неолибералних економских предлога или смерница које су предложене 1989. године, а спроводиле су их Сједињене Државе, Канада, Латинска Америка и европске земље, посебно западне, у наредних 20 година. Преовлађујућа концепција је радикално оспоравање регулација унутар држава, као процеса глобализације, истовремено захтевајући дерегулацију комерцијалне размене, сматрајући да су државне границе препрека циркулацији добара, услуга и капитала.

## Списак предлога
1. Фискална дисциплина
2. Преусмеравање јавних расхода
3. Пореска реформа усмерена на смањење пореза
4. Либерализација каматних стопа
5. Конкурентни курс
6. Трговинска либерализација, односно укидање или велико смањење пореза и царина на увоз
7. Либерализација страних инвестиција
8. Приватизација државних предузећа и услуга
9. Дерегулација односно укидање различитих закона и других мера којима се ограничава тржишна утакмица
10. Правна заштита имовинских права [2]

## Критике документа
Иако је званични циљ документа била реформа економских механизама земаља са великим дуговима (пре свега Латинске Америке), у пракси је примена овог споразума довела до наговештаја нових облика колонијализма. Чак су се и неки утицајни званичници најјачих светских економских организација побунили против начина примене документа. Тако је Џозеф Стиглиц, познати амерички економиста, упозорио је на лицемерје три највећа светска привредна субјекта - ММФ, СТО и Светске банке. Истиче негативне примере економске транзиције и глобализације у посткомунистичким земљама, пре свега Русији , а истовремено наводи позитивне примере (Кина и Пољска) транзиције и глобализације на које се ослањала на домаћим концепцијама и нису беспоговорно следили упутства.и конструкције ММФ-а, Светске банке, Министарства финансија САД-а, СТО-а и других фактора.

## Прихватање и крај
Вашингтонски консензус прихватиле су развијене западне земље и земље Латинске Америке, док су га с друге стране Кина и Индија, које су од њега оствариле највише користи, одбиле због укидања царинских баријера. До краја прве деценије 21. века, већина латиноамеричких земаља појединачно је одустала од консензуса на разне начине. Отворено питање и предмет сталне расправе међу економистима да ли овај консензус још увек постоји или није додатно је појачано када је британски премијер Гордон Браун 2009. године рекао да је стари вашингтонски консензус завршен. са којом се председник ММФ-а Доминик Строс-Кан сложио 2011. године. Од 2004. године, Пекиншки консензус се први пут помиње као противтежа овом консензусу.